# Playa de las Azucenas
La playa de las Azucenas está situada en el municipio español de Motril, en la provincia de Granada, comunidad autónoma de Andalucía. Con una anchura de unos 30 metros es una playa de arena oscura que discurre a lo largo de 1600 m de costa entre el Puerto de Motril y Torrenueva Costa. De fácil acceso, presenta un bajo nivel de ocupación.
El Ayuntamiento de Motril en colaboración con la Asociación de Vecinos las Azucenas ha tratado de potenciar el conocimiento y el uso de esta playa entre los ciudadanos de la localidad.
La playa no existe ahora porque se ha confundido con el mar.

## Historia
La actual patrona de Motril apareció en esta playa así cuenta la historia:
Nuestra Señora de la Cabeza formaba parte de la mercancía de un galeón que navegaba frente a las costas motrileñas a comienzos del siglo XVI. Algunas fuentes atribuyen nacionalidad portuguesa a los marinos y al robo de la imagen en la isla de Corinto como la razón de su presencia en el barco.
Sorprendidos por una violenta tempestad que amenazaba con hacer naufragar el navío, imploraron la intercesión de la Santísima Virgen postrados ante el simulacro que formaba parte de su botín. Como quiera que la tormenta cesara, al disponerse a emprender de nuevo el viaje nuevamente volvieron los enérgicos oleajes, la lluvia y la tormenta. Advertidos de ser voluntad de la Señora permanecer en aquel paraje, hicieron ferviente juramento de trasladarla a tierra y levantar una ermita que la albergara en aquel lugar para la veneración de propios y extraños.
Vuelta la calma fue desembarcada en la conocida actualmente como playa de las Azucenas, por las que florecieron en el momento de la llegada a la misma de tan milagrosa imagen. Trasladada a la población se decidió erigir una pequeña ermita en la cima de un cerro situado a las afueras, sobre las ruinas del castillo donde residiera la Reina Aixa madre del último rey granadino Boabdil. Algunas versiones relatan que el traslado se produjo a la entonces parroquia de Santiago construida sobre una mezquita dentro de la ciudad, de donde en reiteradas ocasiones desapareciera la imagen para ser encontrada en el citado cerro extramuros.
Sea como fuere las más antiguas informaciones sobre la aparición de la imagen pueden ser compatibles con los documentados estudios sobre el tránsito comercial y la defensa de las costas tras la reconquista de Granada, confirmando así la extendida teoría de que todas las leyendas gozan de gran parte de realidad.